# Pedro Martins (Musiker)
Pedro Martins (* Juni 1993) ist ein brasilianischer Jazzmusiker (Gitarre, auch Gesang, Klavier, Bass und Schlagzeug) und Komponist. Dem SWR zufolge zählt er „zu den Kreativsten der ambitionierten südamerikanischen Jazzszene.“
Martins lernte mit sechs Jahren nach Gehör Gitarrespielen und trat später in Rock- und Choro-Bands auf. Als Autodidakt lernte er nicht nur akustische und E-Gitarre, sondern singt auch und spielt weitere Instrumente.
Er arbeitete unter anderem mit Milton Nascimento, Gabriel Grossi oder Léo Gandelman. Sein erstes Studioalbum unter eigenem Namen, das von Hamilton de Holanda produzierte Sonhando Alto/Dreaming High (Adventure Music, 2012), wurde von der Kritik gelobt. 2015 gewann er den Gitarrenwettbewerb beim Montreux Jazz Festival; dann tourte er mit Kurt Rosenwinkels Band Caipi um die Welt. 2016 legte er mit dem Gitarrenkollegen Daniel Santiago das Duo-Album Simbiose vor.
Martins Kompositionen sind tief verwurzelt in brasilianischen Musik-Genres wie dem Choro und öffnen sich zugleich Elementen aus Jazz, Fusion, Neuer Musik, Weltmusik und Progressive Rock. Er kuratierte das SWR New Jazz Meeting 2017 und trat dort mit der Sängerin Genevieve Artadi, den Saxophonisten Dave Binney und Sebastian Gille sowie einer brasilianischen Rhythmusgruppe aus Frederico Heliodoro (Elektrobass) und Antonio Loureira (Schlagzeug) auf. Mit dem Bassgitarristen Michael Pipoquinha, mit dem er bereits beim Choro Jazz Festival 2016 aufgetreten war, spielte er das Duo-Album Cumplicidade (2020) ein, an dem als Gäste Toninho Horta und Mônica Salmaso beteiligt sind.